# Jardines de Miramar
Los jardines de Miramar se encuentran en la montaña de Montjuïc, en el distrito de Sants-Montjuic de Barcelona. Fueron realizados entre 1919 y 1923, con motivo de la Exposición Internacional de Barcelona de 1929, siendo obra de Jean-Claude Nicolas Forestier y Nicolau Maria Rubió i Tudurí.

## Historia
La iniciativa de ajardinar la montaña de Montjuïc surgió a finales del siglo XIX: en 1894 se elaboró un proyecto a cargo de Josep Amargós que finalmente no fue llevado a término; en 1905 otro proyecto preveía la retirada de la distinción de plaza militar y la creación de un parque con jardines, pero no fue aprobado; en 1914 se hizo la primera actuación efectiva con la apertura de una avenida que conducía desde la Gran Vía hasta la zona de Miramar, a cargo nuevamente de Josep Amargós. Finalmente, el impulso definitivo se produjo con la celebración de la Exposición Internacional de 1929: en 1917 comenzaron las obras de urbanización de la ladera norte de la montaña, a cargo del ingeniero Marià Rubió i Bellver, mientras que el proyecto de ajardinamiento corrió a cargo del paisajista francés Jean-Claude Nicolas Forestier, que contó con la colaboración de Rubió i Tudurí —director de Parques y Jardines de Barcelona entre 1917 y 1937—, que realizó un conjunto de marcado carácter mediterráneo y gusto clasicista. Las obras se prolongaron hasta 1924, y consistieron principalmente en la constitución de los jardines de Laribal, los del Umbráculo y los del Teatre Grec, de estilo hispanoárabe, así como los jardines de Miramar en la vertiente que da al mar en lo alto de la montaña.

## Descripción

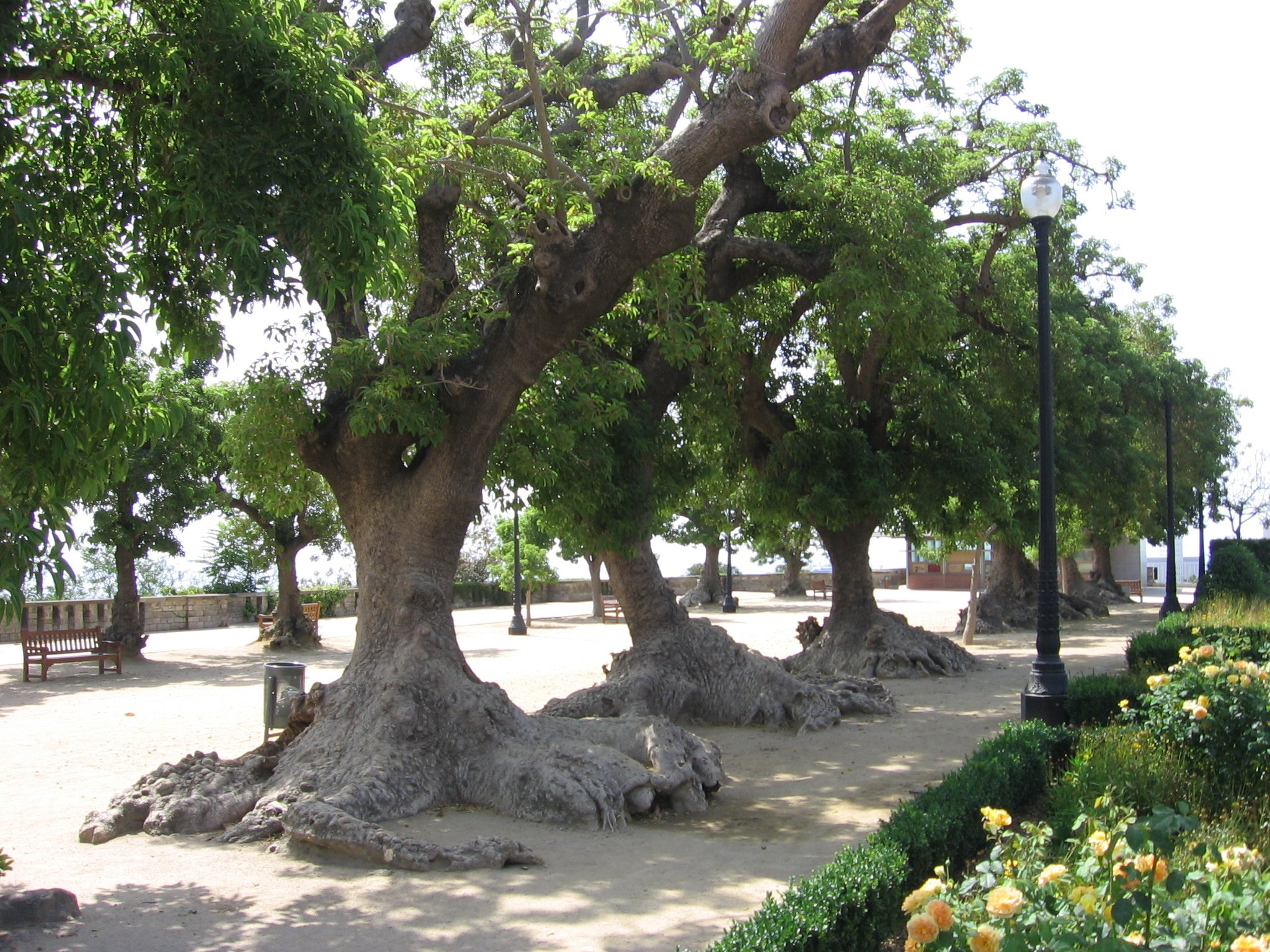
Los ombúes, uno de los elementos más característicos de los Jardines de Miramar.

Los jardines se sitúan en una explanada en el Mirador de Miramar, una balconada a 60 m de altitud desde donde se observan unas magníficas vistas panorámicas de la ciudad y el puerto de Barcelona. Tras este espacio se sitúa el Hotel Miramar, un edificio construido como restaurante de la Exposición Internacional de 1929, y que entre 1959 y 1983 fue la sede de TVE en Cataluña; en 2006 fue reconvertido en hotel. El jardín está formado por diversos parterres de flores bordeados de setos bajos, así como árboles de diversas especies. En su parte central hay una fuente, y decoran este espacio tres esculturas de figuras femeninas: Fertilidad (1929) y Serenidad (1929), de Josep Clarà, y La vendimiadora (o Pomona, 1927), de Pablo Gargallo.

## Vegetación
Entre las diversas especies vegetales del jardín destacan: farolito japonés (Abutilon striatum), arbusto de las trompetas (Tecoma stans), ombú (Phytolacca dioica), margaritero (Montanoa heracleifolia), melocotonero (Prunus persica), dombeya de hojas de tilo (Dombeya tiliacea), dama de noche (Cestrum nocturnum), ciruelo rojo (Prunus cerasifera), aguacate (Persea americana), trompeta del juicio (Brugmansia arborea), fimosia (Phymosia umbellata), adelfa amarilla (Thevetia peruviana), sauzgatillo (Vitex agnus-castus), olivo de Bohemia (Elaeagnus angustifolia), tamariz (Tamarix africana), pino australiano (Casuarina cunninghamiana), etc.

## Galería

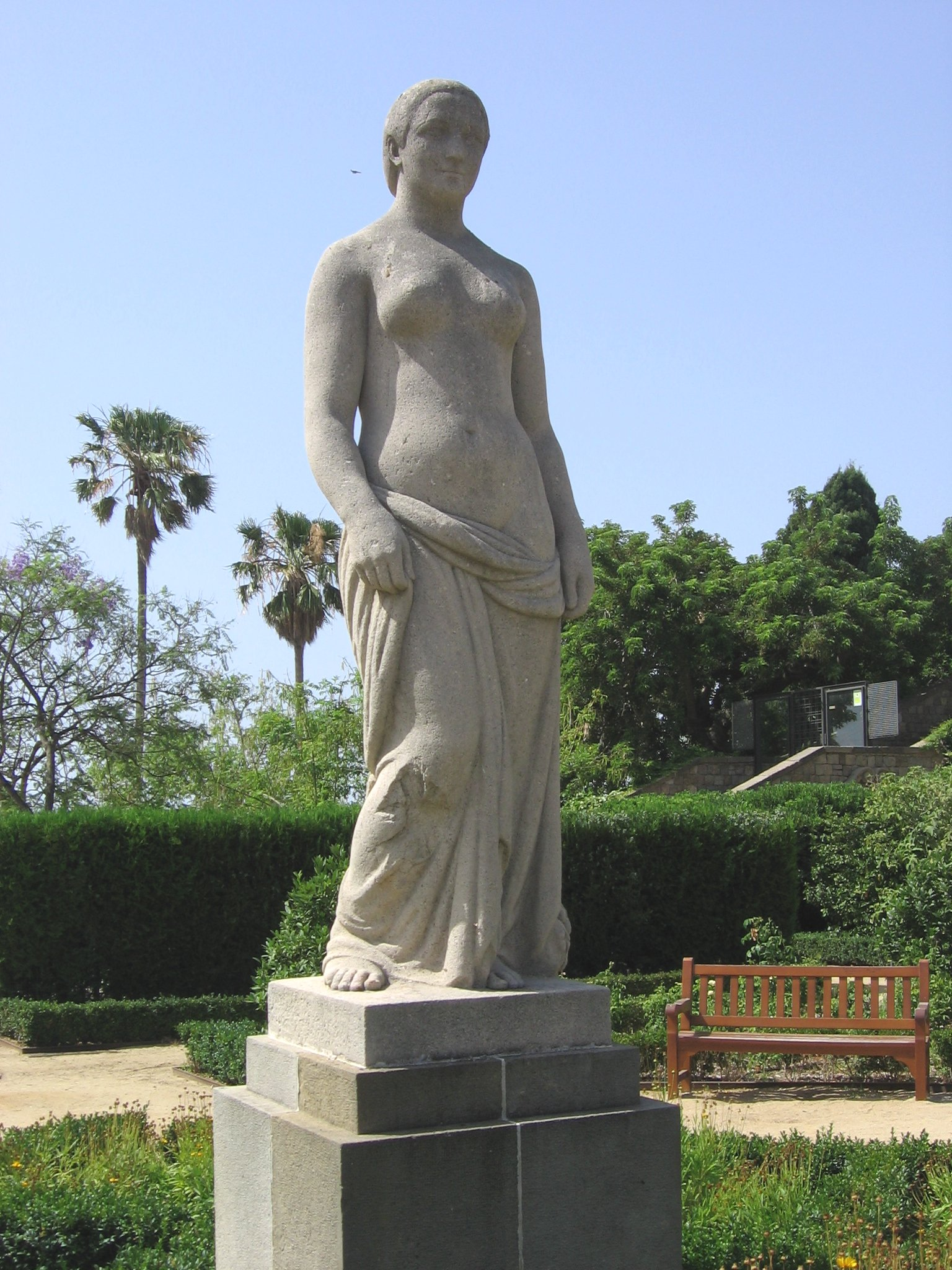
Fertilidad, de Josep Clarà.
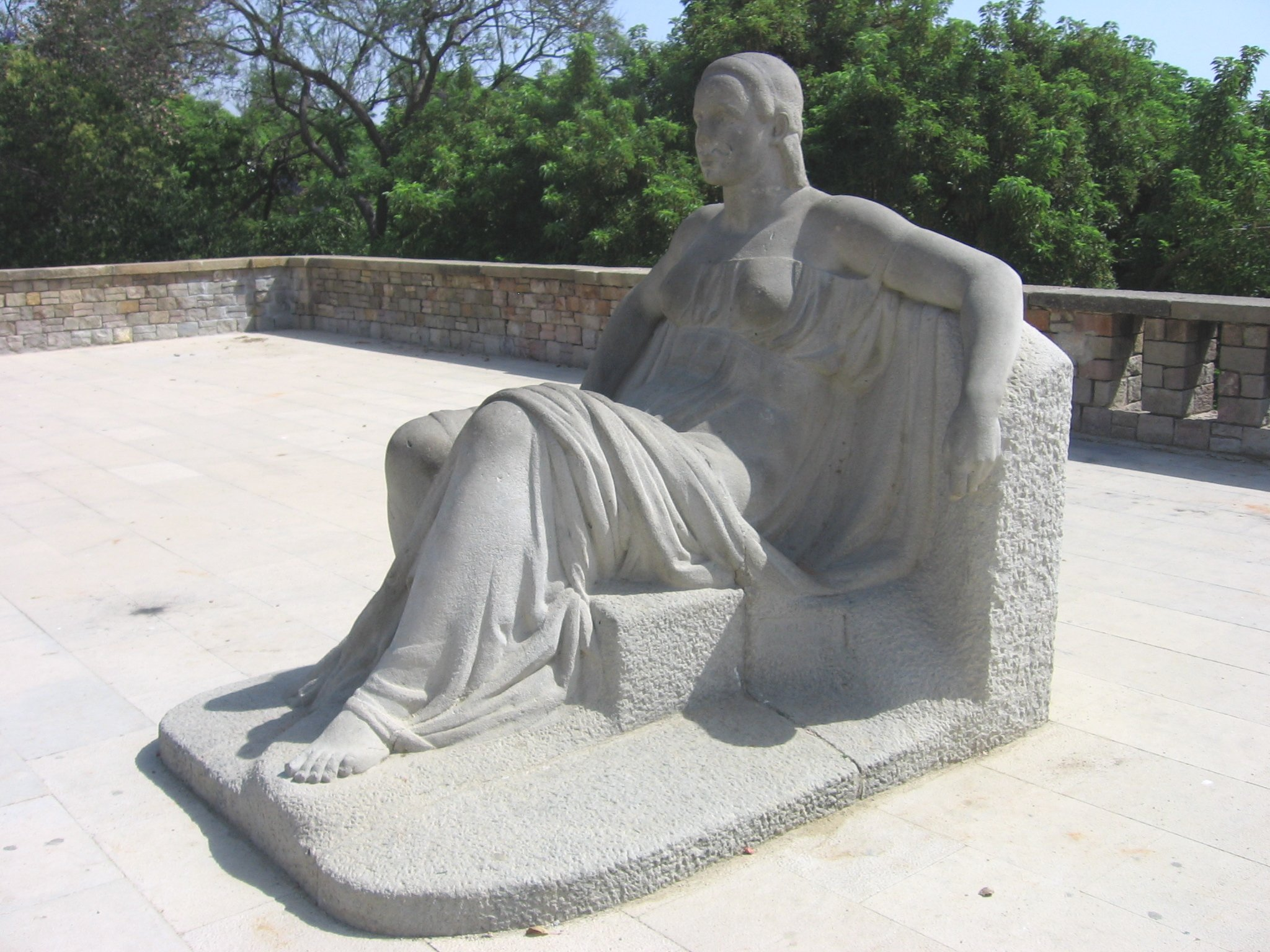
Serenidad, de Josep Clarà.
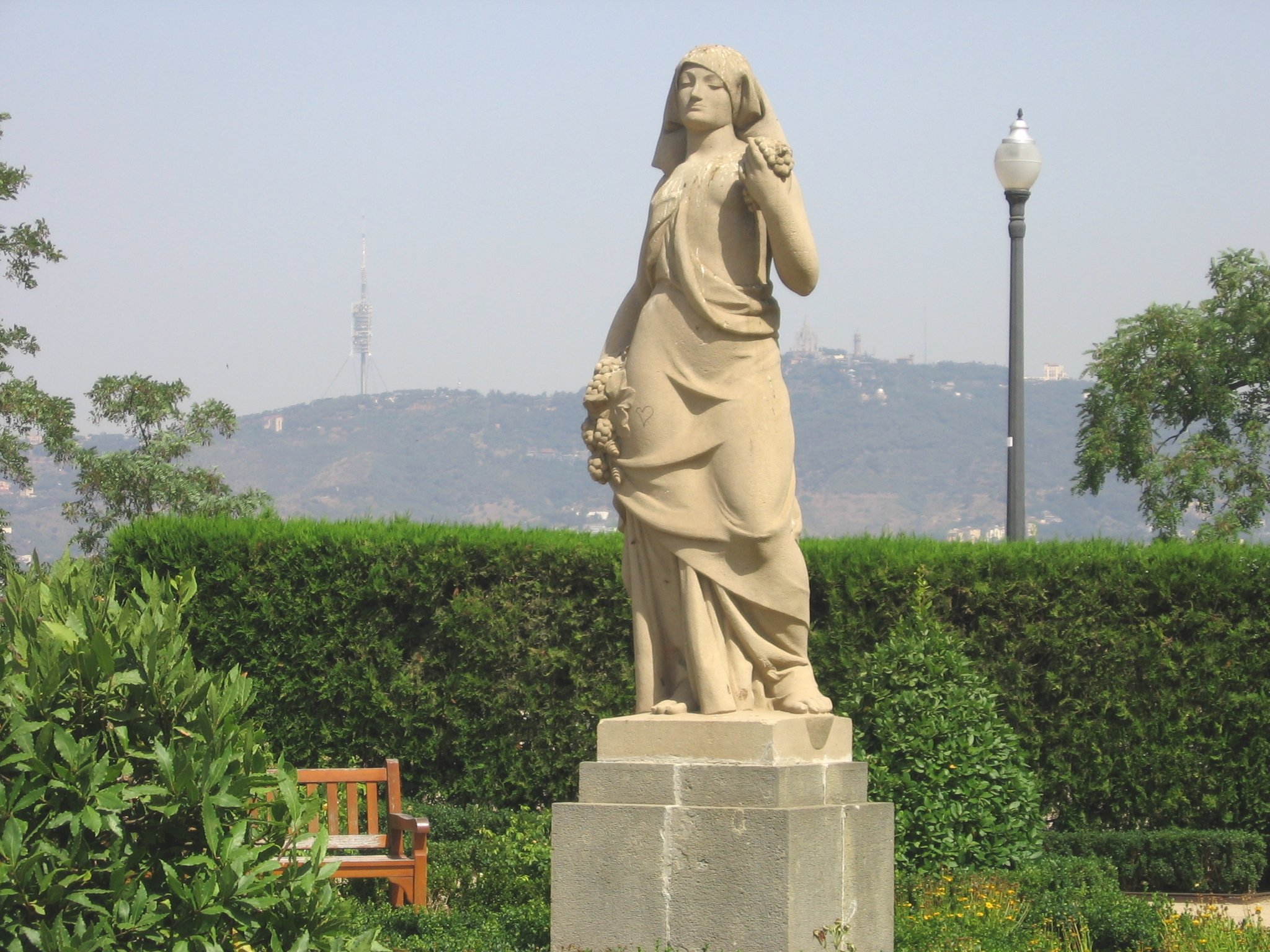
La vendimiadora, de Pablo Gargallo.